# 瑟隆热
瑟隆热（法語：Selongey，法語發音：[səlɔ̃ʒɛ]）是法国科多尔省的一个市镇，位于该省东北部，属于第戎区。

## 地理
瑟隆热（47°35'16"N, 5°11'8"E）面积46.42 平方千米，位于法国勃艮第-弗朗什-孔泰大區科多尔省，该省份为法国中东部省份，北起奥布省，西接涅夫勒省和约讷省，南至索恩-卢瓦尔省，东南接汝拉省，东临上索恩省，东北部与上马恩省接壤。
与瑟隆热接壤的市镇（或旧市镇、城区）包括：勒瓦勒代农、埃什瓦讷、蒂勒沙泰勒、蒂耶河畔维耶、奥维尔、韦罗讷、布斯努瓦、沙泽伊、蒂耶河畔克雷塞、丰斯格里沃、蒂耶河畔马雷、韦尔努瓦莱韦夫尔、奥克塞、里维耶尔莱福斯、勒蒙索若奈。
瑟隆热的时区为UTC+01:00、UTC+02:00（夏令时）。

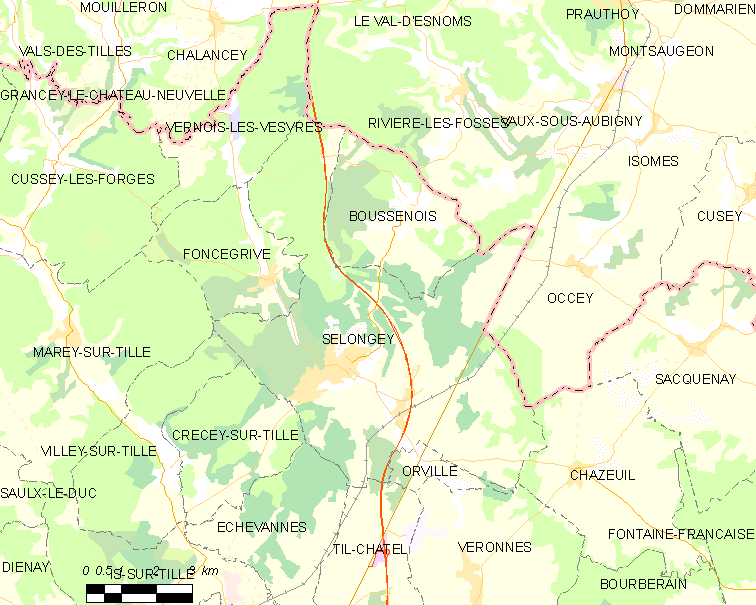
瑟隆热的OSM定位图

## 行政
瑟隆热的邮政编码为21260，INSEE市镇编码为21599。

## 政治
瑟隆热所属的省级选区为蒂耶河畔伊斯县。

## 交通
法国国家A31号高速公路经过境内并设有服务区，但未设出入口。科多尔省省道D3线、D27线、D103线和D974线经过境内。

## 人口

1962-2008年间瑟隆热人口变化图示

瑟隆热于2022年1月1日时的人口数量为2394人。